# Guillermo de Nogaret
Guillaume de Nogaret (Saint-Félix-Lauragais, cerca de Toulouse, 1260 - 1313) fue un jurista y consejero real francés.

## Biografía
Nogaret nació en Saint-Félix-Lauragais, Haute-Garonne. La familia tenía una pequeña propiedad ancestral de origen servil en Nogaret, cerca de Saint-Félix-de-Caraman (actual Saint-Félix-Lauragais), de donde tomó el nombre que lo identifica.
Desde 1291 Guillaume fue profesor de Jurisprudencia en la Universidad de Montpellier. En 1296 se convirtió en miembro del Consejo del Rey (Conseil du roi) en París y diez años más tarde, en 1306, era "Seigneur" de Marsillargues, de Calvisson, de Aujargues y de Congénies en Languedoc.

## Consejero real
Su nombre está relacionado principalmente con la disputa entre Felipe el Hermoso y el papa Bonifacio VIII. En medio de los planes del monarca capetino para fortalecer las finanzas reales, dirigió la política real contra el papa y los templarios.
Tuvo actuaciones diplomáticas y oficiales destacadas. En 1300 fue enviado con una embajada a Bonifacio, de la cual dejó un relato pintoresco y muy colorista. Su influencia sobre el rey data de febrero de 1303, cuando persuadió a Felipe para que aceptara el audaz plan de apoderarse de Bonifacio y traerlo forzosamente de Italia a un concilio en Francia destinado a deponerlo. El 7 de marzo recibió, junto con otros tres, una comisión secreta de la cancillería real para "ir a ciertos lugares ... y hacer tales tratados con personas que les parecieran buenas". El 12 de marzo se celebró en el Louvre una asamblea real solemne, en la que Guillaume de Nogaret leyó una larga serie de acusaciones contra Bonifacio y exigió la convocatoria de un consejo general para juzgarlo.

## Ataque al papa
Poco después viajó a Italia y, con la ayuda de un espía florentino, Nogaret reunió a una banda de aventureros y enemigos de los Gaetani (familia de Bonifacio) en los Apeninos. Sciarra Colonna, de la gran casa de los Colonna en amarga disputa con los Gaetani, su aliado más fuerte, acompañó a Nogaret a Anagni, el lugar de nacimiento de Bonifacio. El 7 de septiembre, con una banda de unos mil seiscientos hombres, Nogaret y los Colonna sorprendieron a la pequeña ciudad. Bonifacio fue hecho prisionero. Sciarra quería matarlo, pero la política de Nogaret era llevarlo a Francia y obligarlo a convocar un consejo general.
Sin embargo, la situación cambió pronto. El día 9, un levantamiento concertado de los ciudadanos en apoyo de Bonifacio puso a Nogaret y a sus aliados en fuga, y el papa fue liberado. Su muerte en Roma, el 11 de octubre, salvó a Nogaret de una condena severa. La elección del tímido Benedicto XI fue un triunfo político de la corona de Francia y el inicio del cautiverio de Aviñón. 
A principios de 1304 Nogaret fue a Languedoc para informar a Felipe IV, y fue recompensado con regalos de tierra y dinero. Luego fue enviado con una embajada a Benedicto XI para exigir la absolución de todos los interesados en la lucha con Bonifacio VIII. El pontífice se negó a reunirse con Nogaret, exceptuándolo de la absolución general que concedió el 12 de mayo de 1304. El 7 de junio emitió contra él y sus asociados en Anagni la bula Flagitiosum scelus y les impuso la excomunión. Nogaret respondió con disculpas por su conducta, y cuando Benedicto XI murió el 7 de julio de ese mismo año, Nogaret señaló su muerte como testigo de la justicia de su causa.

## Perdón papal
Nuevamente la influencia francesa llevó a un francés, Bertrand de Got (Clemente V), al papado, elegido como el sucesor de Benedicto. A principios de 1306, Clemente V explicó las características de la bula Clericis Laicos que parecían aplicarse al rey de Francia y, esencialmente, retiró la bula Unam Sanctam, por la que Bonifacio VIII afirmaba la supremacía papal sobre los gobernantes seculares y amenazaba los planes políticos de Felipe. Ello significó un cambio radical en la política papal.
El rey Felipe insistía en su propósito de venganza contra Bonifacio VIII, al punto de no importarle siquiera que se encontraba ya muerto, quería una condena oficial de este como herético. Por otra parte el partido de los llamado bonifacianos, insistía en la condena de los que participaron en el atentado de Anagni y el rey era cómplice en este acontecimiento. Entre tanto, Nogaret se había convertido en guardián del sello en sucesión a Pierre de Belleperche.
Finalmente, mediante la bula Rex gloriae del 23 de abril de 1311 declaró inocente al rey, pues, según él, todo lo que había hecho había sido "animado de un celo bueno, sincero y justo, que procedía de su fervor por la fe católica". Además levantó la excomunión de Nogaret, Sciarra Colonna y los habitantes de la ciudad que participaron en el atentado de Anagni; pero no condenó a Bonifacio VIII como era la pretensión del rey. El caso fue cerrado definitivamente en 1312. Nogaret iba a ir a la siguiente cruzada y visitar ciertos lugares de peregrinación en Francia y España como una penitencia, pero nunca lo hizo.

## Advocatus diaboli
Los talentos de Nogaret como advocatus diaboli fueron notables en el empleo de argumentos en el juicio contra los templarios. No quedan muy claras las razones por las cuales Felipe el Hermoso arremetió fuertemente contra los templarios: algunos suponen que había quedado endeudado con ellos y no podía pagar la deuda, otros que era por la fidelidad de la Orden del Temple hacia el papa o por las numerosas riquezas que poseían y que podían parar en el tesoro real. Lo cierto es que el 13 de octubre de 1307, Felipe ordenó el arresto de todos los templarios que se encontraban en territorio francés acusándolos de herejía, basándose en una serie de acusaciones de un exmiembro de la Orden, Esquieu de Floyran (1305), quien aseguraba que los templarios adoraban un ídolo de Bafomet, renegaban de Cristo y cometían sodomía, entre otras cosas escandalosas. Los arrestados sumaban unos dos mil templarios, entre ellos el maestre general de la Orden, Jacques de Molay.
La detención de los templarios sin la autorización del pontífice, de quien dependía directamente la Orden, hizo protestar a Clemente, pero Felipe lo convence presentándole las confesiones obtenidas bajo tortura y consigue que el papa promulgue la bula Pastoralis praeminens, que decreta la detención de los templarios en todos los territorios cristianos. No contento, Felipe logra que el papa por medio de una instrucción general condene a la hoguera a aquellos que se retractaban de sus confesiones. Así el 12 de mayo de 1310, en París, fueron quemados 54 templarios. Otros murieron a causa de las torturas o en la cárcel.
Presionado por el rey francés, Clemente convoca en 1308, mediante la publicación de la bula Regnans in coelis el Concilio de Vienne que, celebrado entre octubre de 1311 y mayo de 1312, alumbrará la bula Vox in excelso por la que se suprimía la orden templaria:

Observamos también que en otros casos la iglesia romana ha suprimido otras órdenes por motivo de mucha menos gravedad que los mencionados anteriormente, sin que haya que recriminar a quienes esto hicieron por sus hermanos. Así, pues, con el corazón triste, no por la declaración definitiva pero si por la decisión Apostólica u ordenanza, suprimimos, con la aprobación del consejo sagrado, la Orden de los Templarios y su regla, hábito y nombre, por decreto inviolable y perpetuo, y completamente prohibimos que alguien de aquí en adelante entre en la Orden, o reciba o lleve puesto su hábito o se comporte como un templario. Si alguien actúa de esa forma, ya sea abierta como secretamente, incurrirá en la excomunión automática.
Clemente V, Vox in excelso

## Muerte y literatura
Murió en 1313 con la lengua horriblemente expulsada, según el cronista Jean Desnouelles, supuestamente envenenado por encargo de la condesa Mahaut d'Artois. Conservó los sellos hasta su muerte y estuvo ocupado con los asuntos del rey sobre Flandes hasta finales de marzo de 1313.
Nogaret es un personaje principal en Los Reyes malditos (Les Rois maudits), una serie de novelas históricas de Maurice Druon, que fueron adaptadas a una miniserie de televisión en 1972 y nuevamente en 2005.

### Knightfall
De Nogaret hace su aparición como un protagonista de la saga histórico-fantasiosa (drama histórico) de Knightfall producida por History Channel, en esta es presentado como un ateo ambicioso y cínico, aunque también muy leal al rey Felipe IV el Hermoso; De Nogaret se considera un patriota, por lo que ve a la Iglesia y a su brazo armado, los templarios, como obstáculos que impiden el ascenso de Francia como primera potencia en la Europa de la época, por eso planea su caída.
- Datos: Q726980
- Multimedia: Guillaume de Nogaret / Q726980